# The House of the Dead 2
The House of the Dead 2 (ザ・ハウス・オブ・ザ・デッド 2?, Za Hausu obu za Deddo Tsū) è un videogioco arcade sparatutto con pistola ottica a tema horror. Secondo episodio della serie omonima, sviluppato da Sega-AM1 e pubblicato da Sega come uno dei titoli di lancio per il sistema arcade Sega NAOMI nel 1998, è stato successivamente convertito per Dreamcast e Microsoft Windows; si trova anche su Xbox come bonus sbloccabile in The House of the Dead III. Il gioco appare nella raccolta The House of the Dead 2 & 3 Return per Wii. La versione Dreamcast fu un titolo di lancio per il sistema.
Inoltre si può trovare come contenuto sbloccabile nella versione Xbox di The House of the Dead III. un remake di The House of the Dead 2  è uscito il 7 agosto 2025 su Switch e PC, mentre le uscite per PlayStation e Xbox la data non è ancora confermatae stato realizzato di nuovo da Forever Entertainment, megapixel studios e Microïds che avevano già lavorato al remake del primo capitolo.

## Trama
Il gioco segue gli eventi narrativi del 26 febbraio 2000, 2 anni dopo l'incidente di Villa Curien in The House of the Dead. L'agente AMS "G" è scomparso misteriosamente e la sua ultima posizione nota è Venezia. La città lagunare è stata invasa da un gran numero di zombie. Gli agenti americani dell'AMS James Taylor e Gary Stewart sono inviati, insieme con Amy Crystal e Harry Harrison, per dirigere l'evacuazione e investigare. Improvvisamente si imbattono in Zeal, un mostriciattolo alato simile a un diavoletto e dotato di parola, che ha recentemente avuto a che fare con l'agente G. Subito dopo trovano G, vivo ma ferito, che dà loro un dossier illustrante i boss e i loro punti deboli. La coppia incontra poi una massiccia orda di zombi, simili a quelli che popolavano Villa Curien. Proseguono, provando a salvare i civili della città dagli zombi. In tutto questo caos, James e Gary affrontano "Giudizio" ("Judgment"), ovvero la coppia formata da Zeal e Kuarl: quest'ultimo è un gigante senza testa, corazzato ed equipaggiato con ascia. Dopo averli battuti, incontrano Amy e Harry, e si dirigono verso un ponte (o un molo, a seconda delle azioni del giocatore).
Una volta giunti lì, il gruppo affronta lo "Ierofante" ("The Hierophant"), un umanoide simile a un pesce che si aggira lungo i canali d'acqua di Venezia. Dopo averlo sconfitto, James, Gary, Amy e Harry salgono su un motoscafo e percorrono i canali. Viene rivelato che la mente di tutto è Caleb Goldman, l'uomo che aveva finanziato il dottor Curien nei suoi esperimenti;  dopo la fine dello scienziato, Goldman creò personalmente i nuovi zombi inviandoli quindi a Venezia. Goldman lascia un messaggio sul telefono di Amy, dicendole di essere disponibile a un incontro. Il gruppo avanza, benché convinto che si tratti di una trappola. James e Gary si dividono ancora, e affrontano un gruppo di giganteschi serpenti conosciuti come "Torre" ("The Tower"). Dopo aver ucciso la madre dei serpenti, ricevono una chiamata di aiuto da Amy, che si interrompe.
I due velocemente raggiungono il luogo dove trovano Amy e Harry ferito da "Forza" ("Strength"), un gigantesco zombi che brandisce una motosega. Dopo averlo eliminato, James e Gary proseguono, mentre Amy cura le ferite di Harry. Si dirigono verso il palazzo di Goldman, dove combattono "Giudizio", "Ierofante" e "Torre" (che erano stati resuscitati da Goldman). Poi si confrontano con il capolavoro di Curien, il "Mago" ("The Magician"), resuscitato anch'esso da Goldman per supervisionare la nascita dell' "'Imperatore" ("The Emperor"), un essere mutaforma progettato per dominare la natura e "distruggere e odiare l'umanità". Dopo aver sconfitto "Il Mago", si dirigono verso la cima della torre per affrontare l'"Imperatore". Nella sua fase di prototipo, la creatura non è forte come Goldman aveva sperato e soccombe sotto i colpi degli agenti AMS. Per evitare di essere arrestato, Goldman si suicida gettandosi dal tetto del suo edificio.

## Finali
I giocatori possono ottenere diversi finali basati sulle seguenti condizioni:
- Se in una partita a un giocatore si finisce indipendentemente come giocatore 1 o 2
- Se entrambi i giocatori sconfiggono l'ultimo boss
- Il numero di "continue" usati
- Punti ottenuti

Nel finale buono, James e Gary incontrano Thomas Rogan, il principale personaggio del primo gioco, che dice loro che l'agente G e Harry stanno bene, e che dovrebbero affrontare la loro prossima battaglia "finché avranno la voglia di vivere" (nel caso di James) o "finché ci sarà una risposta" (nel caso di Gary). Nel finale normale, come James e Gary lasciano l'edificio, vengono salutati da G, Amy e Harry, e da un folto gruppo di civili, che li ringraziano per il loro aiuto. Nel finale cattivo, James e Gary incontrano un Goldman trasformato in zombie fuori dall'edificio; quando lo schermo diventa bianco, si sente un colpo di pistola.

## Modalità di gioco
Al pari del titolo precedente, The House of the Dead 2 è un videogioco sparatutto su rotaia con pistola ottica, include una funzione di ricarica automatica che consente ai giocatori di puntare le loro pistole fuori dallo schermo per ricaricare le armi senza premere il grilletto, presenta percorsi alternativi in base a scelte compiute dai giocatori e permette di recuperare le vite perse grazie ai kit medici che vengono consegnati dalle persone salvate.

## Doppiaggio
- Corey Bringas: Gary Stewart
- Dennis St. James: James Taylor
- Samantha Vega: Amy Crystal
- Andrew Hankinson: Harry Harrison
- Russ Veillard: Caleb Goldman

## Spin-off
Sono stati pubblicati alcuni spin-off, tutti basati sulla trama originale: il videogioco arcade The Typing of the Dead (convertito anche per Sega Dreamcast, PC e PlayStation 2), English of the Dead (convertito per Nintendo DS), e The Pinball of the Dead (convertito per Game Boy Advance).